# Metsamor (by i Armenien)
Metsamor (armeniska: Մեծամոր), till 1946 Ghamarlu, är en by i Armavirprovinsen i Armenien.